# Aythya
Aythya är ett släkte med dykänder inom underfamiljen Aythyinae i familjen änder.
Arterna inom släktet födosöker främst genom att dyka. De är flockfåglar som främst lever i sötvatten eller i estuarier, dock flyttar berganden (Aythya marila) till marina miljöer om vintern. De är goda flygare och de slår sina breda, trubbiga vingar snabbare än många andra änder. Populationer som häckar i norr är ofta flyttfåglar medan sydligare häckningspopulationer tenderar att vara stannfåglar. Australisk dykand (Aythya australis) flyttar dock oregelbundet långa sträckor för att undkomma kraftiga regnväder. Arterna inom släktet rör sig klumpigt på land eftersom deras ben ofta är placerade långt bak på kroppen för att de lättare ska kunna ta sig fram när de simmar.

## Systematik
Tidigare fördes dykänderna tillsammans med simänderna till underfamiljen Anatinae. Johnson & Sorenson (1999) splittade ut dykandsläktena Aythya och Netta med flera i den egna underfamiljen Aythyinae. Analyser av mitokondriellt DNA för enzymet cytokrom b och sekvensdata av NADH-dehydrogenas subenhet 2 för denna grupp dykänder indikerar att de släktmässigt står ganska långt ifrån simänderna och att deras morfologiska likheter med simänderna beror på konvergent evolution.

### Arter
Ordning enligt AviList:
- Vitögd dykand (Aythya nyroca)
- Madagaskardykand (Aythya innotata) – troddes länge vara utdöd men återfanns 2006
- Amurdykand (Aythya baeri)
- Australisk dykand (Aythya australis)
- Brunand (Aythya ferina)
- Svartnäbbad brunand (Aythya valisineria)
- Ringand (Aythya collaris)
- Amerikansk brunand (Aythya americana)
- Vigg (Aythya fuligula)
- Nyazeelanddykand (Aythya novaeseelandiae)
- Mindre bergand (Aythya affinis)
- Bergand (Aythya marila)

### Fossil och förhistoriska arter
Arten Aythya shihuibas finns beskriven från sen miocen i Kina. En obeskriven förhistorisk art är känd från fossila lämningar som härstammar från tidig pleistocen funna i Dursunlu, Turkiet
Arten "Aythya" arvernensis från miocen placeras numera i släktet Mionetta, medan "Aythya" chauvirae egentligen verkar bestå av två olika arter varav den ena inte verkar tillhöra dykänderna.